# Станић Ријека (Добој)
Станић Ријека је насељено мјесто у граду Добој, Република Српска, БиХ. Према прелиминарним подацима пописа становништва 2013. године, у насељеном мјесту Станић Ријека је живјело 1.055 становника.

## Историја
По Дејтонском споразуму насеље је подијељено између ентитета РС и ФБиХ.

## Становништво
| Националност | 2013.       |
| Срби         | 416 (39,4%) |
| Муслимани    | 626 (59,3%) |
| Хрвати       | 3 (0,3%)    |
| остали       | 10 (0,9%)   |
| Укупно       | 1.055       |